# Nick Cordero
Nick Cordero, född 17 september 1978 i Hamilton, Ontario, död 5 juli 2020 i Los Angeles, var en kanadensisk skådespelare och musikalartist.

## Biografi
Cordero växte upp i Hamilton, Ontario och studerade vid Ryerson University.
Han spelade 2014 rollen som Cheech i musikalen Bullets Over Broadway, en roll som han nominerades till en Tony för bästa manliga biroll i en musikal. Han medverkade även i pjäser som The Toxic Avenger, Rock of Ages, Waitress och A Bronx Tale.
Nick Cordero medverkade även i två avsnitt av TV-serien Blue Bloods.
I april 2020 drabbades Cordero av covid-19 och lades in på Cedars-Sinai Medical Center, där han behandlades i respirator, fick dialys och ECMO. 18 april 2020 tvingades man amputera hans högra ben. Han avled i sviterna av Covid-19, 41 år gammal.